# Распопинское сельское поселение
Распо́пинское се́льское поселе́ние — муниципальное образование в составе Клетского района Волгоградской области.
Административный центр — станица Распопинская.

## История
Распопинское сельское поселение образовано 14 февраля 2005 года в соответствии с Законом Волгоградской области № 1003-ОД.

## Население
| 2010  | 2012  | 2013  | 2014  | 2015  | 2016  | 2017  |
| ----- | ----- | ----- | ----- | ----- | ----- | ----- |
| 1271  | ↘1239 | ↗1240 | ↘1229 | ↘1226 | ↘1219 | ↘1204 |
| 2018  | 2019  | 2020  | 2021  |       |       |       |
| ↘1186 | ↘1159 | ↘1128 | ↘1090 |       |       |       |

## Состав сельского поселения
| № | Населённый пункт | Тип населённого пункта          | Население |
| - | ---------------- | ------------------------------- | --------- |
| 1 | Распопинская     | станица, административный центр | ↘1090     |